# Abdelatif Noussir
Abdelatif Noussir (tiếng Ả Rập: عبد اللطيف نصير – sinh ngày 20 tháng 2 năm 1990, ở Mohammedia) là một cầu thủ bóng đá người Maroc thi đấu cho Wydad Casablanca và đội tuyển quốc gia Maroc

## Câu lạc bộ
FUS
- Cúp Liên đoàn bóng đá châu Phi
  - Vô địch: 2011–12

Wydad Casablanca
- Botola
  - Vô địch: 2015

Botola 2016–17
2017 CAF Champions League